# Number 2
A Number 2 KSI brit rapper és énekes dala, amin közreműködtek Future és 21 Savage amerikai rapperek. A szám KSI második stúdióalbumán, az All Over the Place-en (2021) jelent meg, 2021. július 16-án. A dalt a három előadó, Rico Love, Ivory Scott, S-X, Aaron Ferrucci, Martell Smith Williams, illetve a szám producerei Diego Ave, Bankroll Got It, Chambers, Mally Mall és Nana Rogues szerezték. Digitális letöltésre és streaming platformokon jelent meg az RBC Records és a BMG kiadókon keresztül. A Number 2 stílusát tekintve hiphop és trap, főleg KSI sikereire koncentrál.
A Number 2-t méltatták a zenekritikusok, főleg a három előadó teljesítményeit emelték ki. A videóklip 2021. július 26-án jelent meg, amiben a három előadó látható egy futurisztikus világban, három BMW-autóban.

## Háttér
2021. április 20-án KSI szerepelt a The Late Late Show with James Corden talk show műsorán, bejelentve, hogy lesz egy dala következő albumán Future és 21 Savage amerikai rapperekkel, Number 2 címmel. KSI azt mondta James Cordennek, hogy „a címe Number 2. Az album egyik legnagyobb dala. És ott van a dalon Future és 21 Savage is. Őrületes lesz. Mikor az emberek meghallják ezt a dalt, el fogják veszíteni a fejüket.” 2021. július 9-én megosztott egy részletet a dalból a TikTok platformon.
A Geniusszel készített interjújában KSI azt mondta a közreműködésről, hogy „mindig is akartam együtt dolgozni 21 Savage-dzsel és Future-rel. Évekig hallgattam zenéjüket, rajongójuk voltam. Szóval, hogy képes voltam dolgozni egy dalon velük és, hogy akartak szerepelni a dalon, őrület.” Hozzátette azt is, hogy „nem akartam, hogy ők cipeljenek a hátukon. Én is ki akartam tűnni a dalon és megmutatni, hogy magamét tudom adni a két legenda mellett.”

## Zene és szöveg
A Number 2 egy hiphop-trap dal. A szám Future versszakával kezdődik meg, amit KSI refrénje és versszaka követ, autotune-nal erősítve. KSI versszakát követően a zenei alap megváltozik, egy sokkal komorabb irányt vesz, amin 21 Savage adja elő saját versszakát. Versszakaikban Future és 21 Savage gazdagságukról és életstílusukról beszélnek, hetvenkednek. Saját versszakában és a refrénben KSI sikereiről beszél és megemlíti azokat, akik nem hittek benne.
KSI a következőt mondta a dalról egy Apple Music-kal készített interjúban: „Ez egy dal, amin hencegek. Azokhoz az emberekhez szólok, akik megkérdőjeleztek. Annyian nem hittek bennem, azt mondva, hogy soha nem fogok elérni semmit. És most azok az emberek cirkuszi bohócnak tűnnek.” A Genius-nek azt mondta, hogy a Number 2 bemutatja „hetvenkedő” oldalát, majd hozzátette, hogy „nagyon sokan azt mondták nekem, hogy ez a YouTube dolog értelmetlen és vesztegetem az időm. Szóval meg kellett találnom azt, hogy hogyan tudom mindenkinek bebizonyítani, hogy amikor ez a dolog nagy lesz, én leszek az, aki sikeres lesz. És most biztosan az vagyok.”

## Fogadtatás
A Number 2-t méltatták a zenekritikusok. Kadish Morris (The Guardian) azt írta a dalról, hogy egy „jó együttműködés.” Kyann-Sian Williams, az NME szerzője pedig azt mondta a hangszerelésről, hogy „komor, de szép.” Williams megjegyezte, hogy KSI dalszövege sokszor „bolondos” és a dalt „Future és 21 Savage versszakai mentik meg,” annak ellenére, hogy nekik is voltak gyengébb soraik. Chloe Robinson (Earmilk) úgy írta le a dal zenei alapját, mint ami nagyon „merész,” majd méltatta hangzását, aminek „mesteri, vonzó ereje van.” Robinson méltatta a három rapper teljesítményeit is. Courtney Wynter (GRM Daily) ahogy a három rapper képes volt „három különböző stílusukat” egyesíteni. Jordan Rose (Complex) is hasonlóan vélekedett, azt mondva, hogy hangzását tekintve „nagyon jól össze van rakva” a szám és méltatta KSI-t, amiért megadta a lehetőséget a két közreműködő előadónak, hogy „erősségeikre játsszanak.” Erika Marie (HotNewHipHop) véleménye szerint a Number 2 egy kiemelkedő dal lesz a hiphoprajongóknak.

## Közreműködő előadók
A Tidal adatai alapján.
| - KSI – dalszerző, vokál - Future – dalszerző, vokál - 21 Savage – dalszerző, vokál - Diego Ave – producer, dalszerző - Bankroll Got It – producer, dalszerző - Mally Mall – producer, dalszerző - Chambers – producer, dalszerző - Nana Rogues – producer, dalszerző - S-X – dalszerző - Rico Love – dalszerző | - Ivory Scott – dalszerző - Aaron Ferrucci – dalszerző - Martell Smith Williams – dalszerző - Kevin Grainger – hangmérnök - Joe LaPorta – hangmérnök - Adam Lunn – hangmérnök - Rob MacFarlane – hangmérnök - Niko Marcouza – hangmérnök - Robert Marks – hangmérnök - Matt Schwartz – hangmérnök |

## Slágerlisták
| Slágerlista (2021)                      | Legmagasabb pozíció |
| --------------------------------------- | ------------------- |
| Egyesült Királyság (UK Streaming Chart) | 53                  |
| Egyesült Királyság (UK R&B Chart)       | 15                  |
| Egyesült Királyság (UK Indie Chart)     | 8                   |
| Új-Zéland (RMNZ Hot Singles)            | 11                  |

## Kiadások
| Rágió       | Dátum            | Formátum(ok)                 | Kiadás     | Kiadó(k) | For.   |
| ----------- | ---------------- | ---------------------------- | ---------- | -------- | ------ |
| Világszerte | 2021. július 16. | digitális letöltés streaming | Eredeti    | RBC BMG  | [ 18 ] |
| Világszerte | 2021. július 16. | digitális letöltés streaming | Hangszeres | RBC BMG  | [ 18 ] |